# Tieton (Washington)
Tieton je градић u američkoj saveznoj državi Washington. Prema popisu stanovništva iz 2010. u njemu je živjelo 1.191 stanovnika.